# Anton Doboș (deputat)
Anton Doboș (n. 19 mai 1961, Răchiteni, Județul Iași) este un fost deputat român de religie romano-catolică, ales în legislatura 2012-2016.